# Wiskundige systeemtheorie
Wiskundige systeemtheorie is de leer van de wiskundige beschrijving van systemen. Dit vak wordt ook wel genoemd; mathematische systeemtheorie, lineaire systeemtheorie of dynamische systeemtheorie. Een belangrijk type van wiskundig systeem is het LTC-systeem, (Lineair Tijdinvariant Continu systeem), dat toepassingen heeft in de mechanica (complexe massaveersystemen), de elektronica (analoge filters) en de meet- en regeltechniek (PID-regelaars).

## Algemeen
Wiskundige systeemtheorie richt zich enerzijds op de studie van systemen, dynamische processen en verschijnselen, die in wisselwerking staan met hun omgeving. Dit kan zich richten op de analyse van problemen waarbij keuzen gemaakt worden in een technisch besluitvormingsproces. Anderzijds beschrijft dit vak wiskundige modellen van systemen uit verschillende vakgebieden en richt zich op het voorschrijven van modellen met gewenst gedrag. Een streven hierbij is om klassen van systemen wiskundig te formaliseren, en hiervoor een wiskundige theorie te ontwikkelen met bijbehorende gereedschappen en algoritmen.
De wiskundige systeemtheorie is gebaseerd op een open systeembenadering, waarbij de beschrijving van systemen wordt verkregen uit fysische modelvorming of uit data. Echter "de meeste wiskundigen bestuderen ‘gesloten systemen’, waarbij de systeemvariabelen zich eenduidig in de tijd als functie van hun beginvoorwaarden ontwikkelen. Voorbeelden van zulke systemen zijn de banen van de planeten in het zonnestelsel of de weerpatronen in onze atmosfeer. Omdat een gesloten systeem vaak een koppeling is van open systemen en een gesloten systeem per definitie een idealisatie is, zien systeemtheoretici dynamische systemen als ‘open systemen’. Open systemen vertonen interactie met hun omgeving, die gemodelleerd worden door externe (of interactie) variabelen. Zeker voor technische systemen lijkt een beschrijving als open systeem het meest vruchtbaar. Neem het modelleren van een fiets: voor de beschrijving van de dynamica dient ook de invloed van de fietser meegenomen te worden. De fietser levert hier de externe variabelen ...",,

## Historie
Wiskundige systeemtheorie is in de jaren 1950 ontstaan als een uitwerking van de algemene systeemtheorie, besturingstheorie en regeltechniek in de wiskundige taal en terminologie. Tot in de jaren 1970 was er een sterke wisselwerking tussen de wiskundige systeemtheorie en de informatica, maar sindsdien zijn beide disciplines hun eigen weg gegaan. In de "laatste tien jaar zijn de wiskundige systeemtheorie en de informatica weer dichter naar elkaar toe gegroeid, wat zichtbaar is in de theorie van hybride systemen in de systeemtheorie. Reden is dat veel technologische systemen steeds complexer worden en tegelijkertijd dichter bij hun grenzen van performance worden gebracht ...",,.
Wiskundige systeemtheorie is begonnen met de theorie van open systemen beschreven door lineaire differentiaalvergelijkingen, waarbij de externe variabelen in ingang- en uitgangvariabelen verdeeld zijn. Deze theorie in toestandsvorm of in frequentiedomeinvorm is volgens Arian van der Schaft (2002) "uitermate succesvol gebleken, zowel vanuit theoretisch als vanuit toepassingsstandpunt. Het behoort, zeker in de vorm van vele MATLAB Toolboxen, tot het dagelijkse gereedschap van veel ingenieurs."
Enige wetenschappers die een belangrijke bijdragen hebben geleverd op dit gebied zijn onder andere W. Ross Ashby, Rudolf Emil Kálmán, George Klir, Mihajlo D. Mesarovic, Claude Shannon en Norbert Wiener.

## Systeemtheorie in Nederland
In Nederland zijn onder de noemer systeemtheorie in de wetenschap verschillende initiatieven tot ontplooiing gekomen:
- In de basis stond in de technische natuurkunde en elektrotechniek, waar een technische systeem- en signaaltheorie verder bestudeerd werd.
- De wiskundige systeemtheorie ontwikkelde een eigen traditie, theoretischer en abstracter dan wat er in de elektrotechniek gebeurde.
- De systeemtheorie werd ook een algemeen concept van modelvorming. Dit werd gebruikt in de wiskunde, de bedrijfskunde en aanverwante vakken.
- In de sociale wetenschappen ontwikkelde zich een meer algemene systeemtheoretische benadering waarbij het niet expliciet te doen was om de vorming van wiskundige modellen. In termen van verschijningsvormen van wiskundig denken was dit een vorm van mathematisering. Het draait om een impliciete invloed van de wiskundige manier van kijken naar de werkelijkheid. In Nederland was deze vorm van systeemtheorie zeer herkenbaar aanwezig in de andragologie, waar Gerard de Zeeuw deze stroming aanvoerde, die het onderwijzen en beïnvloeden van mensen bestudeerde.

Er werden verschillende pogingen ondernomen om een gezamenlijke basis in de systeembenadering vast te houden in een studiegenootschap, de Systeemgroep Nederland. Toch was de kritiek tussen de vertegenwoordigers van de verschillende varianten overheersend. Waar de een de ander wereldvreemd vond, had omgekeerd de ander weinig op met de stijl van wetenschappelijkheid van de een. Het waren dan ook zeer verschillende culturen. 
Van belang echter is de brede receptie van de systeemtheorie, informatie en informatietheorie, cybernetica en van wiskundig modelleren.
Organisaties voor systeemtheorie in Nederland zijn onder andere:
- Onderzoeksschool DISC voor systeemtheorie en regeltechniek[6]
- Technische Universiteit Delft, faculteit EWI[7]
- Universiteit Maastricht, Capaciteitsgroep wiskunde
- Rijksuniversiteit Groningen, faculteit wiskunde
- Universiteit Twente, faculteit der Toegepaste Wiskunde[8]